# Selenia radiata
Selenia radiata là một loài bướm đêm trong họ Geometridae.